# 55. Münchner Sicherheitskonferenz

Logo des Veranstalters

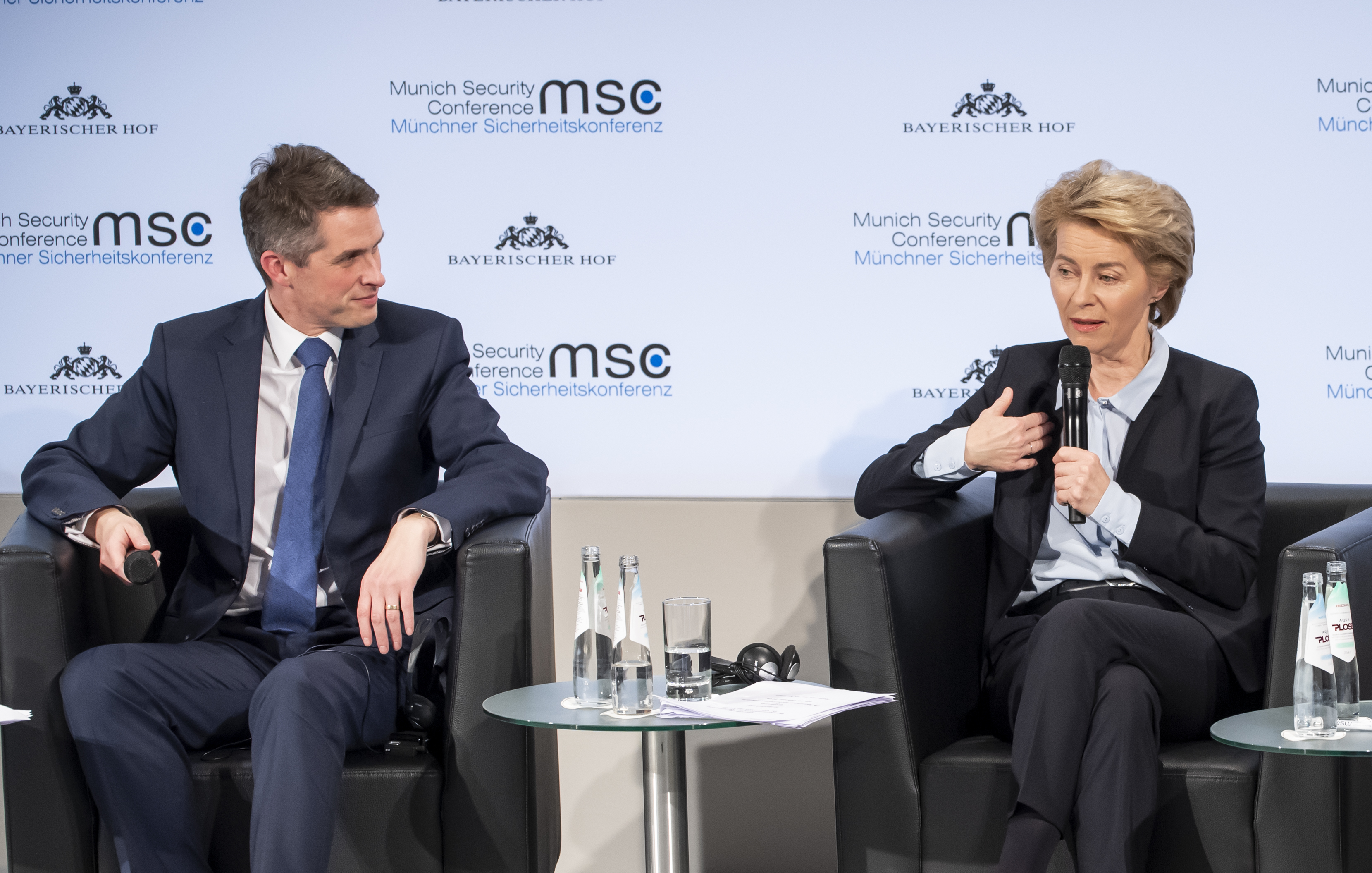
Die Verteidigungsminister Williamson und von der Leyen während der 55. MSC

Die 55. Münchner Sicherheitskonferenz (MSC 2019) fand vom 15. bis zum 17. Februar 2019 im Hotel Bayerischer Hof in München statt. Unter den gut 600 Teilnehmern waren Staats- und Regierungschefs aus über 35 Ländern, 50 Außen- und 30 Verteidigungsminister, weitere Vertreter aus den Bereichen Politik, Militär, Rüstungsindustrie, Wirtschaft und Wissenschaft sowie Mitglieder internationaler zwischenstaatlicher und zivilgesellschaftlicher Organisationen.

## Begrüßung
Zur Begrüßung stellte der Vorsitzende der Konferenz Wolfgang Ischinger die Veranstaltung unter das Motto „The Great Puzzle: Who Will Pick Up the Pieces“. Die Frage wurde auch im Munich Security Report, der jährlichen Begleitpublikation zur Veranstaltung, diskutiert. Ischinger beschrieb „eine Neuordnung von zentralen Bausteinen der internationalen Ordnung“, die geprägt sei von einer neuen Ära der Großmachtrivalitäten zwischen den USA, China und Russland sowie einem gewissen Führungsvakuum in der „liberalen Weltordnung“. Zuvor hatte er die Bedeutung des Multilateralismus in der heutigen Welt hervorgehoben und die Europäische Union in diesem Zusammenhang als „alive and kicking“ bezeichnet.

## Eröffnungsstatements
Zur Eröffnung sprachen Bundesverteidigungsministerin Ursula von der Leyen und der britische Verteidigungsminister des Vereinigten Königreiches Gavin Williamson. Beide Politiker befürworteten eine verstärkte europäische Zusammenarbeit in der Verteidigung. Williamson verwies auf wachsende globale Gefahren und machte deutlich, dass die NATO-Partner trotz Brexits weiter eng kooperieren müssten, da die NATO zum Schutz der Bürger unverzichtbar sei.
Von der Leyen sprach von einer „Wiederkehr der Konkurrenz großer Mächte“, die auch Deutschland und Europa betreffe. Sie erklärte, dass sie sich auch nach dem Brexit für eine engere militärische Zusammenarbeit der EU mit dem Vereinigten Königreich einsetzen werde.

## Themen

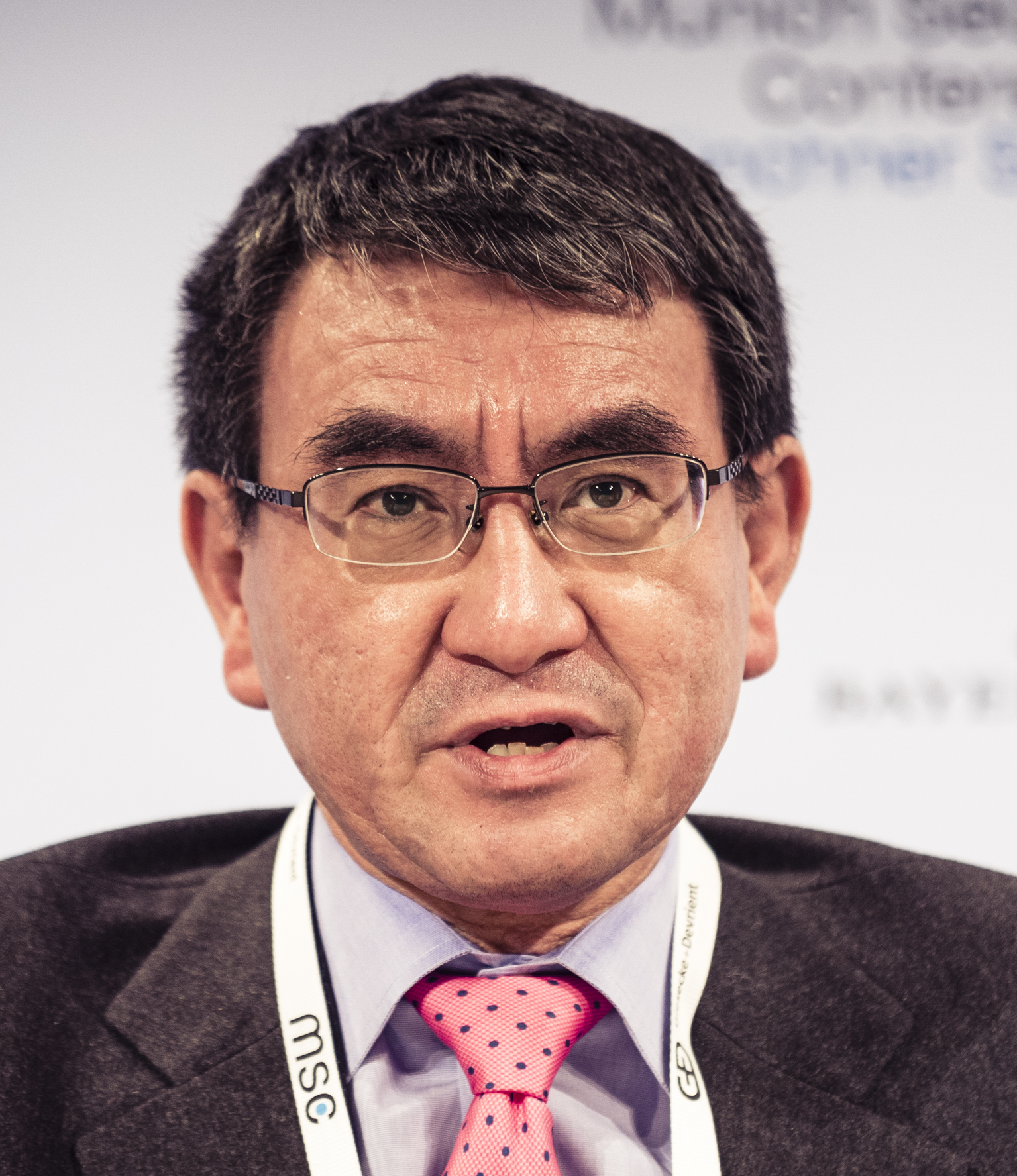
Der japanische Außenminister Tarō Kōno auf der 55. MSC

Zu den Themenschwerpunkten der Konferenz zählten „die Selbstbehauptung der Europäischen Union, die transatlantische Zusammenarbeit sowie mögliche Auswirkungen einer neuen Ära des Großmächtewettbewerbs“. Bei der europäischen Sicherheit waren wieder explizit die Verteidigungsausgaben der europäischen NATO-Mitglieder thematisiert. Themen der Redebeiträge waren die Sicherheitssituation in der Sahelzone, Osteuropa, Südosteuropa im Nahen Osten und in Syrien; Kontrolle, Verbreitung, Abrüstung von Kernwaffen, sowie Handelshemmnisse.

### Internationale Zusammenarbeit
Während einer Podiumsdiskussion zur Zukunft von Verteidigungsbündnissen forderte der japanische Außenminister Tarō Kōno eine stärkere internationale Zusammenarbeit für den Schutz der internationalen Ordnung: „Wenn die USA nicht mehr allein als Polizist agieren können, müssen Japan, Europa und andere gleichgesinnte Länder die Lastenverteilung verstärken.“ Weitere Diskussionsteilnehmer äußerten jedoch auch Zweifel, ob sich kooperierende Mittelmächte gegenüber den rivalisierenden Zielen der Großmächte durchsetzen können.
Der iranische Außenminister Mohammed Dschawad Sarif kritisierte die Forderung der USA an die Europäer, sich vom Atomabkommen mit dem Iran zurückzuziehen, und drängte die europäischen Staaten zu einem größeren Einsatz für den Erhalt des Abkommens.

### Vertrag über nukleare Mittelstreckensysteme (INF)
Ein weiterer Schwerpunkt der Konferenz war der INF-Vertrag. Die Reden des Vizepräsidenten der Vereinigten Staaten Mike Pence und des russischen Außenministers Sergei Lawrow machten deutlich, dass das Scheitern des INF-Vertrags kaum noch zu verhindern ist. NATO-Generalsekretär Jens Stoltenberg bezeichnete die Folgen eines Scheiterns des INF-Vertrags als „sehr ernst“. Zur Rettung des Vertrags äußerten einige Teilnehmer die Hoffnung, dass China sich an den Verhandlungen über nukleare Mittelstreckensysteme beteiligen würde, was jedoch von dem chinesischen Außenpolitiker Yang Jiechi zurückgewiesen wurde, da China eine „Multilateralisierung des INF-Vertrags für den asiatisch-pazifischen Raum“ ablehne. Ähnlich äußerte sich Indien.
Bundeskanzlerin Merkel warnte beim Scheitern des INF-Vertrages vor einem „blinden Aufrüsten“.

### Transatlantische Beziehungen
Bei den transatlantischen Beziehungen sprachen Beobachter von „Gräben zwischen den USA und Deutschland“. Diese wurden auch in der Rede von Vizepräsident Mike Pence deutlich, der die US-Politik verteidigte und die europäischen Staaten aufforderte, die USA in den Konflikten mit dem Iran oder der Gaspipeline-Projekt Nord Stream 2 stärker zu unterstützen. NATO-Generalsekretär Stoltenberg betonte in seiner Rede die Bedeutung multilateraler Strukturen und transatlantischer Kooperation. Auch die deutsche Bundeskanzlerin Angela Merkel betonte die Bedeutung der internationalen Zusammenarbeit: „Wir dürfen sie nicht einfach zerschlagen“. Innerhalb der US-Delegation waren die Positionen geteilt. So äußerte sich der frühere US-Vizepräsident Joe Biden sehr kritisch zur Politik des aktuellen Präsidenten: „Das geht vorbei! Wir kommen zurück!“

### Klimawandel und Sicherheit
Erstmals seit Bestehen der Konferenz wurde das Thema „Klimawandel und Sicherheit“ mit einer Podiumsdiskussion in das Hauptprogramm der Veranstaltung aufgenommen. Der deutsche Klimaforscher Hans Joachim Schellnhuber warnte eindringlich vor den Folgen des Klimawandels. Bunny McDiarmid, Co-Geschäftsführerin von Greenpeace, erläuterte dem Publikum die europäische „Fridays for Future“-Bewegung und erklärte: „Wir haben Schulkinder, die auf der Straße marschieren, weil sie nicht glauben, dass Politiker schnell genug handeln.“ Der Generalsekretär von Amnesty International, Kumi Naidoo, warnte: „Die Natur verhandelt nicht.“ Vertreter der US-Regierung beteiligten sich nicht an der Diskussion. Jedoch saß der ehemalige US-Außenminister John Kerry im Publikum und erklärte, die Politik begehe gerade einen „einvernehmlichen Selbstmord an unserem Planeten“.

## Teilnehmer

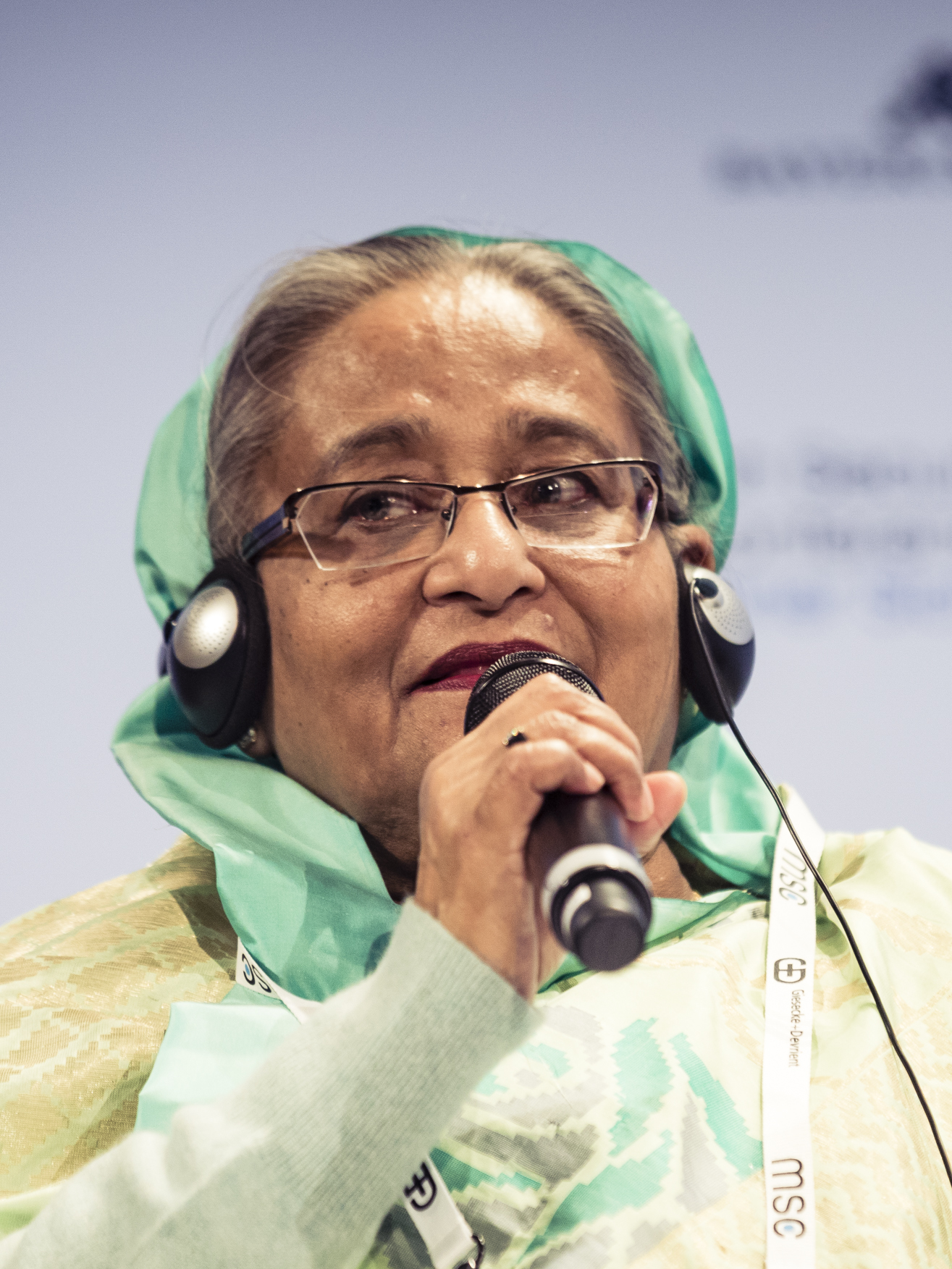
Die Premierministerin Bangladeschs Hasina Wajed während der 55. MSC

Zu den angereisten Staats- und Regierungschefs zählten Bundeskanzlerin Angela Merkel, die Präsidenten Petro Poroschenko aus der Ukraine, Abd al-Fattah as-Sisi aus Ägypten, Aschraf Ghani aus Afghanistan, Klaus Johannis aus Rumänien sowie die Premierministerin Bangladeschs, Hasina Wajed, und der Emir von Katar, Tamim bin Hamad Al Thani.
Zur US-Delegation gehörten US-Vizepräsident Mike Pence, die Sprecherin des Repräsentantenhauses, Nancy Pelosi, die Tochter des US-Präsidenten, Ivanka Trump, sowie ihr Ehemann Jared Kushner.
Zu den weiteren Gästen zählten der russische Außenminister Sergei Lawrow, die EU-Außenbeauftragte Federica Mogherini, NATO-Generalsekretär Jens Stoltenberg, IWF-Chefin Christine Lagarde, der Iranische Außenminister Mohammed Dschawad Sarif, der irakische Außenminister Mohamed Ali Alhakim, der britische Verteidigungsminister Gavin Williamson und seine französische Kollegin Florence Parly, Yang Jiechi, als Mitglied des Politbüros der Kommunistischen Partei Chinas verantwortlich für Außenpolitik, sowie die Friedensnobelpreisträgerinnen Tawakkol Karman und Beatrice Fihn.
Für die deutsche Bundesregierung nahmen neben Bundeskanzlerin Merkel und Verteidigungsministerin von der Leyen auch Außenminister Heiko Maas, Vizekanzler und Finanzminister Olaf Scholz, Wirtschaftsminister Peter Altmaier, Gesundheitsminister Jens Spahn und Landwirtschaftsministerin Julia Klöckner an der Konferenz teil.
Abgesagt haben der französische Präsident Emmanuel Macron, da er sich um innenpolitische Probleme im Zusammenhang mit der Gelbwestenbewegung kümmern wolle, sowie der israelische Ministerpräsident Benjamin Netanjahu.

## Preisverleihungen
Der jährlich auf der Konferenz verliehene Ewald-von-Kleist-Preis ging in diesem Jahr an die Ministerpräsidenten Griechenlands, Alexis Tsipras, und Nordmazedoniens, Zoran Zaev, für ihre Einigung im Namensstreit zwischen beiden Ländern.
Erstmals wurde während der Konferenz der John McCain Dissertation Award für herausragende Forschungsarbeiten zu sicherheitspolitischen Themen vergeben.

## Nebenveranstaltungen
Die Hauptkonferenz wurde begleitet von zahlreichen Nebenveranstaltungen, darunter das Munich Young Leaders-Programm von MSC und Körber-Stiftung, und weitere Veranstaltungen zu den Themen Klimawandel und Sicherheit, die vom Umweltprogramm der Vereinten Nationen ausgerichtet wurde, Energiesicherheit, Cybersicherheit, Gesundheitssicherheit und internationale Bedrohungen.

## Bewertung
Nach Einschätzung von Konferenzleiter Wolfgang Ischinger war es eine der wichtigsten Konferenzen der vergangenen Jahre, da klar geworden sei, dass das internationale System extrem bedroht ist. Die mit Abstand wichtigste Rede kam seiner Einschätzung nach von Angela Merkel. Als negative Tendenz sei zu beobachten, dass Konfliktparteien die Konferenz zwar nutzten, um ihre Position darzustellen, aber nicht miteinander diskutieren wollten, was ursprünglich die Stärke der Konferenz gewesen sei.